# فولتا كاتالونيا 1947
فولتا كاتالونيا 1947 (بالإسبانية: Volta a Cataluña 1947)‏ هو سباق دراجات هوائية، وهو الموسم رقم 27 من السباق، وأقيم خلال الفترة 7 سبتمبر 1947، وحتى 14 سبتمبر 1947، وهو من نوع  موسم.
فاز فيه بالمركز الأول  إيميليو رودريغيث، وبالمركز الثاني  Miguel Gual ‏، وبالمركز الثالث  جورج ايشليمان.

## الفائزون
| الترتيب | الفائز             |
| ------- | ------------------ |
| الفائز  | إيميليو رودريغيث   |
| الثاني  | Miquel Gual Bauzà ‏ |
| الثالث  | جورج ايشليمان      |